# 플루미넨시 FC
플루미넨시 푸치보우 클루브(포르투갈어: Fluminense Football Club, 브라질 포르투갈어 발음: [flumiˈnẽsi ˈfutʃibow ˈklɐb])는 플루미넨시 혹은 트리콜로르라고도 불리는 브라질의 축구 클럽이다. 1902년 7월 21일에 설립되었으며, 리우데자네이루주 리우데자네이루를 연고지로 두고 있다. 홈 경기장은 이스타지우 두 마라카낭을 사용하고 있으며, 수용인원이 약 8만 명에 달하는 거대한 경기장이다. 이 플루미넨시(Fluminense) 라는 단어는 라틴어의 flumen에서 파생되었으며, 강이라는 뜻이다. 이는 연고지의 리우데자네이루의 "리우"가 포르투갈어로 강을 뜻하는 것에서 착안되었다. -ense는 ~출신 사람을 지칭하는 데모님이다.
이 클럽은 같은 도시를 연고로 하는 플라멩구와는 최대 라이벌로, 플라멩구와 이팀 간의 더비 경기는 플라-플루(Fla-Flu) 라고 불린다. 플라멩구의 팬이 대부분 서민층인데 비해, 플루미넨시는 창단 당시 오스카 콕스 등 카리오카 귀족들에 의해 창단 된 만큼,구단의 팬 중에는 상류층이 많다. 플라멩구와 플루미넨시는 리우데자네이루 주리그에서도 치열하게 경쟁하고 있으며, 2022년 현재 플루미넨시가 33회 우승, 플라멩구가 37회 우승을 기록하고 있다. 플루미넨시는 전국 리그에서는 4회 우승을 기록하고 있으며, 코파 두 브라지우는 2007년에 한 번 우승했다. 또한 2023년에 코파 리베르타도레스에서 처음으로 우승했다.

## 역사

### 초창기: 1900년대 ~ 1930년대

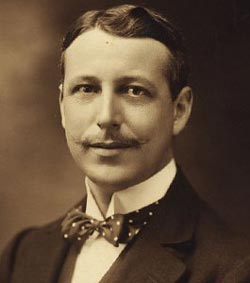
플루미넨시의 창립자 오스카 콕스

플루미넨시 FC는 1902년 7월 21일 리우데자네이루시 라란제이라스의 영국계 상류층 자제이자 스포츠맨이었던 오스카 콕스에 의해 창단되었다. 오스카 콕스와 그 외 엘리트 계층의 자제들은 유럽에서 학업을 정진하는 동시에 축구에 대한 공부를 해왔다. 놀랍게도 창단이 발표된 장소는 플라멩구 구(區)였으며, 이는 리우데자네이루의 서민층이 주로 거주하고 있는 곳이었다. 구단의 초대 회장으로 오스카 콕스가 추대되었다.

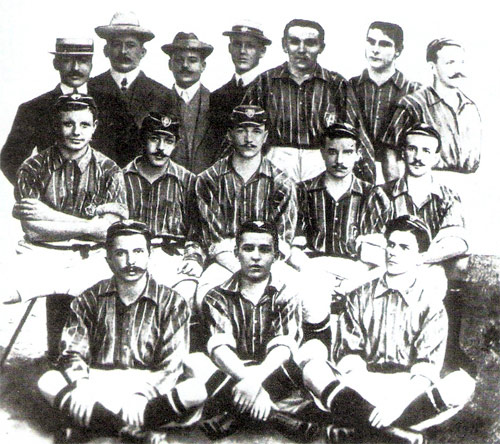
1906년 캄페오나투 카리오카 첫 우승 당시

구단의 역사적인 첫 공식 경기는, 현재는 해체한 리우 FC였으며, 플루미넨시의 8-0 대승으로 종료되었다. 1906년 플루미넨시는 리우데자네이루의 주 리그 캄페오나투 카리오카에서 우승을 차지하며, 구단 역사상 첫 트로피를 들어올렸다.
1911년 플루미넨시 선수단이 구단과 마찰을 빚고, 구단을 탈퇴하여 CR 플라멩구(당시 조정 클럽)로 떠났다. 탈퇴한 10명의 선수들은 플라멩구 축구단 창설에 초석을 다지는 데 크게 일조하였으며, 이는 현재까지 이어져 오는 두 구단간의 격렬한 더비 매치인 플라-플루의 시작점이었다. 1914년 브라질 축구 국가대표팀이 플루미넨시의 홈 경기장인 이스타지우 다스 라란제이라스에서 경기를 가졌다. 당시 브라질 대표팀의 상대방은 잉글랜드의 축구팀 엑서터 시티 FC였다. 1919년 남미 축구 선수권 대회도 이 곳에서 열렸으며, 브라질 대표팀이 최종 우승을 일궈냈다.

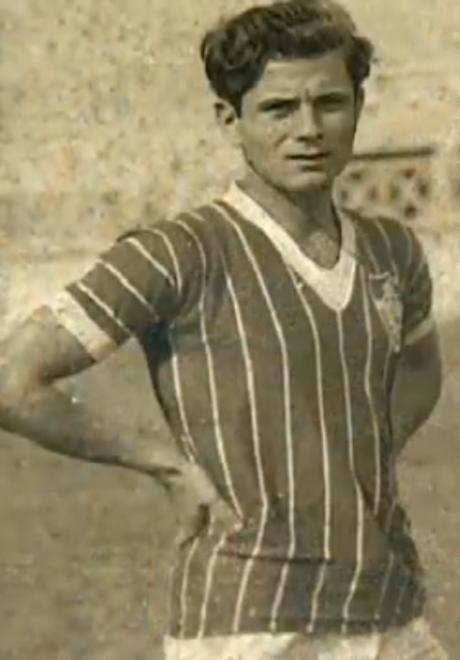
플루미넨시의 상징적 인물인 프레기뉴의 모습

1914년에 플루미넨시의 물라토 축구 선수 카를루스 아우베르투가 그의 피부색을 가리기 위해 파우더를 얼굴에 칠하고 출전한 적이 있었다. 이 사건으로 인해 구단은 타 팀 팬들에 의해포 지 아호즈(포르투갈어: pó de arroz)라는 별칭으로 불렸으며, 이는 포르투갈어로 "흰색 파우더"를 의미한다. 당시 브라질 축구계는 전반적으로 인종차별이 심각한 상황이었고, 플루미넨시 또한 다르지 않았다. 그럼에도 불구하고 플루미넨시는 사실 프로화가 진행되기도 훨씬 이전부터 흑인 및 물라토 등 유색 인종의 축구 선수들이 선수단에 포함되어 있었다.

### 카리오카의 최강자: 1940년대 ~ 1980년대
플루미넨시는 20세기 캄페오나투 카리오카에서의 절대 강자로 군림하였으며, 2009년 CR 플라멩구에게 역전되기까지 리우데자네이루 최다 우승팀이라는 타이틀을 수십년간 수성해왔다. 1949년 올림픽 컵 우승을 시작으로 국제 대회 타이틀을 수집하기 시작하였으며, 1952년 코파 리우 우승으로 대륙간 컵대회 우승을 기록하였다. 1950년대에 들어서 브라질 전국 리그의 시초라 볼 수 있는 토르네이우 리우-상파울루에 참가하였으며, 1957년과 1960년에 해당 대회에서 우승을 차지하였다. 1970년 캄페오나투 브라질레이루 세리이 A에서 우승을 차지하며, 전국 대회 트로피를 추가하였다.
1970년대의 플루미넨시는 막강했다. 이 때 플루미넨시는 몇몇 유명 선수들과 계약을 맺었는데, 호베르투 히벨리누가 그 중 하나였다. 캄페오나투 카리오카 1975 시즌과 1976 시즌에 우승을 차지하며 삼색의 기계 군단(포르투갈어: maquina tricolor)이라는 별칭을 부여받기도 했다. 1975 시즌 전국 리그에서는 SC 인테르나시오나우에게, 1976 시즌 전국 리그에서는 SC 코린치앙스 파울리스타에게 패배하여 우승을 놓쳤다.
1983년부터 1985년까지의 3년간 플루미넨시는 캄페오나투 카리오카에서 세 시즌 연속 우승을 달성하였다. 1984년에는 세리이 A에서도 우승을 기록하였다. 당시 플루미넨시 소속이었던 유명 선수들은 훌리오 세사르 로메로, 히카르두 고메스 등이 있었다. 1980년대에는 또한 코파 두 브라지우가 발족한 시기이며, 플루미넨시는 1992년에 코파 두 브라지우 결승전에 처음으로 올라섰다. 그러나 인테르나시오나우에게 밀려 우승을 차지하지는 못하였다.

### 충격의 강등: 1990년대

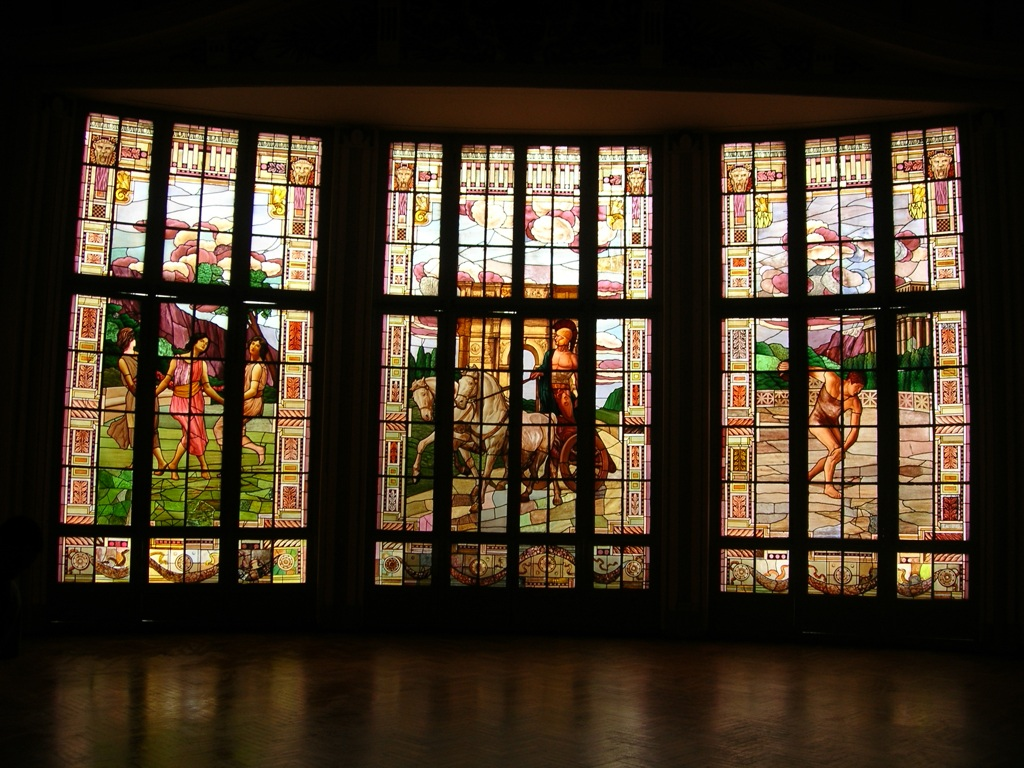
플루미넨시 본부의 스테인드글라스

1996년 플루미넨시는 캄페오나투 브라질레이루 세리이 A에서 충격적인 모습을 보이다, 24개 팀 중 23위를 기록하며 강등을 당하게 되었다. 그러나 다음 시즌 세리이 A의 참가 팀이 두 팀이 증가하는 것에 있어서, 브라질 축구 협회(CBF)의 결정 하에, 1996 시즌 최하위를 기록한 플루미넨시와 CA 브라간치누는 세리이 A에서 강등하지 않기로 결정하였다. 그러나 CBF의 구원에도 불구하고, 1997년 세리이 A에서 26개 팀 중 25위를 기록하며 결국에는 강등을 당하고 말았다. 강등 이후 플루미넨시는 빠르게 몰락했으며, 1998년에는 캄페오나투 브라질레이루 세리이 B에서 캄페오나투 브라질레이루 세리이 C로까지 강등을 당하고 말았다. 1999년 플루미넨시는 세리이 C에서 우승을 차지하며 1년만에 세리이 B로 복귀하였다.

### 명성의 회복: 2000년대 ~ 2010년대

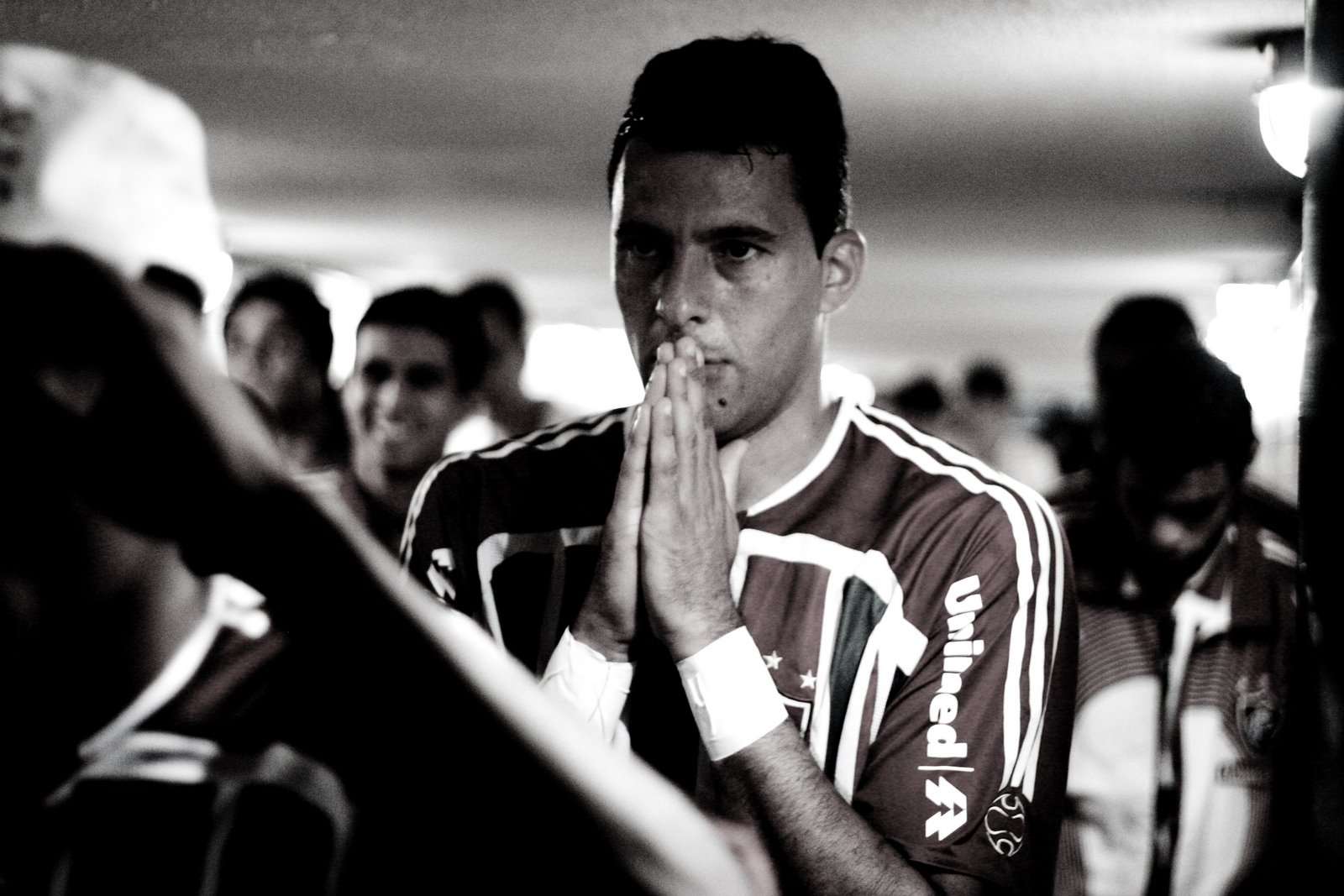
코파 리베르타도레스 2008 결승전 직전 플루미넨시 선수

2002년 플루미넨시는 캄페오나투 카리오카에서 우승을 차지하며, 트로피 수집을 재개하였다. 2005년과 2012년에도 주리그 타이틀을 거머쥐었으며, 2005년에는 코파 두 브라지우 결승전에도 다시 한 번 올라섰다. 그러나 결승전에서 파울리스타 FC에게 패하여 준우승에 머물렀다. 2007년 플루미넨시는 코파 두 브라지우에서 피게이렌시 FC를 꺾고 마침내 최종 우승을 따냈다. 이 대회 우승으로 23년만에 코파 리베르타도레스로의 복귀를 신고하였다. 2008년 코파 리베르타도레스에서 아르헨티나의 아르세날 데 사란디, 브라질의 상파울루 FC, 아르헨티나의 보카 주니어스를 차례로 격파하고 대회 결승전에까지 진출하였다. 에콰도르의 LDU 키토와 맞붙게 된 결승전 1차전 원정에선 4-2로 패했으나, 2차전 78,918명의 관중이 운집한 이스타지우 두 마라카낭에서 펼쳐진 2차전에서 3-1 승을 거두며 종합 스코어 5-5로 균형을 이루었다. 연장전을 지나 승부차기로 넘어갔으나, 3-1로 패배하고 대회 준우승에 머물렀다.
세리이 A에서 또다시 어려움을 겪고 있던 플루미넨시는, 2009년에만 27명의 선수를 영입하고, 5명의 감독을 선임하였다. 그러나 시즌의 3분의 2가 지난 시점에서 플루미넨시의 잔류 가능한 수학적 확률은 98%에 육박했다. 이에 쿠카 감독은 노장 선수들을 플루미넨시의 젊은 피로 대체하기 시작하며 변화를 시도했다. 여기에 프레드가 긴 부상에서 돌아오는 것까지 합쳐지며, 플루미넨시는 기적적으로 강등권에서 탈출할 수 있었다. 이에 그치지 않고, 그들의 상승세는 지속되어 2009년 코파 아메리카 결승전에까지 오르는 기염을 토하기도 하였다. 이는 2년 연속 남미 축구 대회의 결승전에 오르는 쾌거였다. 그러나 결승전에서 LDU 키토와 재회하여, 또다시 패배하며 2년 연속 LDU 키토에게 남미 대륙 챔피언의 자리를 내주기도 하였다.
캄페오나투 브라질레이루 세리이 A 2010 시즌에 플루미넨시가 우승을 차지하며, 구단 사무실에 세번째 전국 리그 트로피를 추가하였다. 이는 1984년 이후 26년만의 전국 리그 우승이었으며, 플루미넨시의 다리오 콩카가 해당 시즌 세리이 A 최우수선수상을 수상하였다.
2012년 코파 리베르타도레스 8강전에서 아르헨티나의 보카 주니어스에게 패배하며 탈락하였다. 하지만 같은 해 11월 11일 세리이 A에서 SE 파우메이라스를 3-2로 꺾은 이후 전국 리그 네번째 트로피를 들어올렸다.
캄페오나투 브라질레이루 세리이 A 2013 시즌 최종전에서 EC 바이아와의 무승부 이후, 또다시 세리이 B로 강등되는 것이 기정사실화되었다. 하지만 포르투게자와 플라멩구가 각각 그레미우와 크루제이루와의 경기에 선수 선발 규정에 대한 약속을 지키지 않으며, 법원으로부터 승점 4점을 삭감하는 처벌을 당했다. 그래서 포르투게자가 세리이 B로 강등이 되고, 플루미넨시는 세리이 A에 잔류할 수 있게 되었다. 플루미넨시는 15년만에 다시 승점 상으로는 강등이나, 성적 외적인 부분의 도움을 받아 잔류에 성공하게 되었다.

## 역대 성적

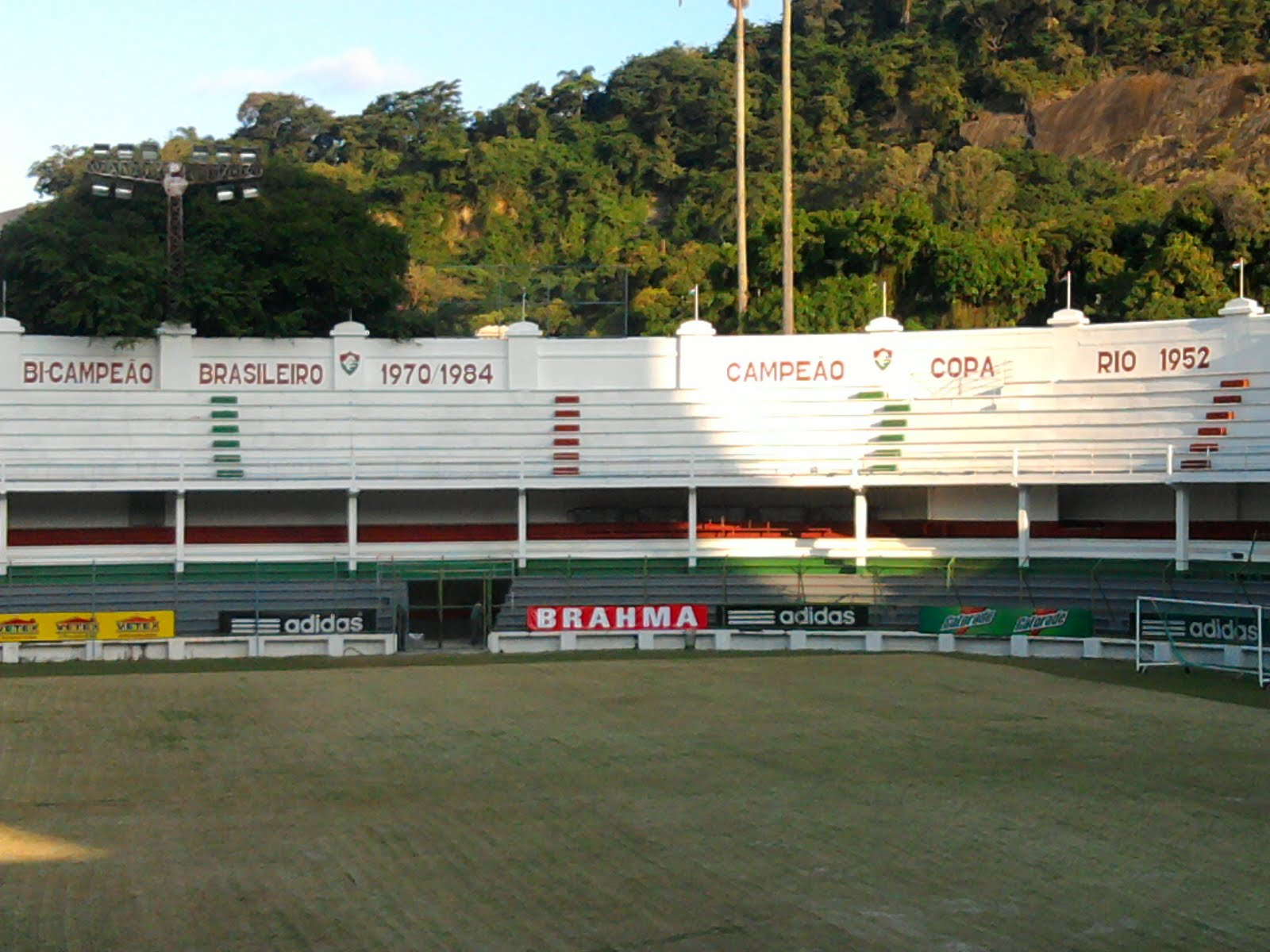
셀레상의 첫 경기장이자 플루미넨시의 경기장이었던 라란제이라스 경기장

플루미넨시는 캄페오나투 브라질레이루 세리이 A 1971 시즌부터 참여했으며, 2017 시즌까지 39회 진행된 세리이 A 시즌 중 37회 참여하였다.
1970년대 ~ 1980년대
| 시즌 | 순위 | 팀 수 | 시즌 | 순위 | 팀 수 |
| ---- | ---- | ----- | ---- | ---- | ----- |
| 1971 | 16   | 20    | 1981 | 11   | 44    |
| 1972 | 14   | 26    | 1982 | 5    | 44    |
| 1973 | 23   | 40    | 1983 | 18   | 44    |
| 1974 | 24   | 40    | 1984 | 1    | 41    |
| 1975 | 3    | 42    | 1985 | 22   | 44    |
| 1976 | 4    | 54    | 1986 | 6    | 48    |
| 1977 | 26   | 62    | 1987 | 7    | 16    |
| 1978 | 22   | 74    | 1988 | 3    | 24    |
| 1979 | 52   | 94    | 1989 | 15   | 22    |
| 1980 | 11   | 44    | 1990 | 15   | 20    |

1990년대 ~ 2000년대
| 시즌 | 순위     | 팀 수    | 시즌 | 순위 | 팀 수 |
| ---- | -------- | -------- | ---- | ---- | ----- |
| 1991 | 4        | 20       | 2001 | 3    | 28    |
| 1992 | 14       | 20       | 2002 | 4    | 26    |
| 1993 | 28       | 32       | 2003 | 19   | 24    |
| 1994 | 15       | 24       | 2004 | 9    | 24    |
| 1995 | 4        | 24       | 2005 | 5    | 22    |
| 1996 | 23       | 24       | 2006 | 15   | 20    |
| 1997 | 25       | 26       | 2007 | 4    | 20    |
| 1998 | 세리이 B | 세리이 B | 2008 | 14   | 20    |
| 1999 | 세리이 C | 세리이 C | 2009 | 16   | 20    |
| 2000 | 3        | 25       | 2010 | 1    | 20    |

2010년대 ~ 현재
| 시즌 | 순위 | 팀 수 | 시즌 | 순위 | 팀 수 |
| ---- | ---- | ----- | ---- | ---- | ----- |
| 2011 | 3    | 20    |      |      |       |
| 2012 | 1    | 20    |      |      |       |
| 2013 | 15   | 20    |      |      |       |
| 2014 | 6    | 20    |      |      |       |
| 2015 | 13   | 20    |      |      |       |
| 2016 | 13   | 20    |      |      |       |
| 2017 | 14   | 20    |      |      |       |

## 수상

### 국제 대회

#### 세계
- 코파 리우 (1) : 1952
- 코파 리베르타도레스 (1) : 2023

### 국내 대회

#### 전국
- 캄페오나투 브라질레이루 세리이 A (4) : 1970, 1984, 2010, 2012
- 캄페오나투 브라질레이루 세리이 C (1) : 1999
- 코파 두 브라지우 (1) : 2007

#### 주 (州)
- 캄페오나투 카리오카 (33) : 1906, 1907¹, 1908, 1909, 1911, 1917, 1918, 1919, 1924, 1936, 1937, 1938, 1940, 1941, 1946, 1951, 1959, 1964, 1969, 1971, 1973, 1975, 1976, 1980, 1983, 1984, 1985, 1995, 2002, 2005, 2012, 2022, 2023
- 토르네이우 리우-상파울루 (2) : 1957, 1960

## 선수 명단

### 현역
참고: FIFA 자격 규정에 따라 소속된 국가대표팀 국기를 표시합니다. 선수는 복수의 FIFA 비회원국 국적을 가지고 있을 수 있습니다.
| 번호 | 포지션 | 국적     | 이름                   |
| ---- | ------ | -------- | ---------------------- |
| 5    | MF     | 우루과이 | 파쿤도 베르날          |
| 12   | DF     | 콜롬비아 | 가브리엘 푸엔테스      |
| 14   | FW     |          | 헤르만 카노            |
| 17   | FW     | 우루과이 | 아구스틴 카노비오      |
| 21   | MF     | 콜롬비아 | 존 아리아              |
| 22   | DF     |          | 후안 파블로 프레이테스 |
| 25   | FW     | 우루과이 | 호아킨 라베가          |

| 번호 | 포지션 | 국적     | 이름        |
| ---- | ------ | -------- | ----------- |
| 90   | FW     | 콜롬비아 | 케빈 세르나 |

## 역대 감독
| 감독                            | 임기        |
| ------------------------------- | ----------- |
| 마리우 자갈루                   | 1971 ~ 1972 |
| 에지뉴 나자레트 필류            | 1991        |
| 아르투르 베르나르지스           | 1992        |
| 에지뉴 나자레트 필류            | 1993        |
| 에지뉴 나자레트 필류            | 1998        |
| 오즈와우두 지 올리베이라        | 2001 ~ 2002 |
| 와우데마르 레무스 지 올리베이라 | 2002        |
| 히카르두 고메스                 | 2004        |
| 오즈와우두 지 올리베이라        | 2006        |
| 오즈와우두 지 올리베이라        | 2019        |